# Cerkiew Soboru Najświętszej Maryi Panny w Strwiążyku
Cerkiew Soboru Najświętszej Maryi Panny (obecnie rzymskokatolicki kościół filialny pw. bł. Marii Ledóchowskiej) – cerkiew greckokatolicka znajdująca się w Ustrzykach Dolnych, na osiedlu Strwiążek.
Jest to świątynia murowana wzniesiona w 1831 lub 1838 roku. Wew wnętrzu znajdował się ołtarz główny (wzorowany na świątyniach łacińskich) oraz ikonostas składający się tylko z czterech ikon namiestnych oraz Carskich i Diakońskich Wrót. Wyposażenie to pochodziło z przełomu XIX i XX wieku. Po 1951 roku w świątyni nie były odprawiane żadne nabożeństwa. Sporadycznie Cerkiew była wykorzystywana jako magazyn. W 1973 roku została przekazana rzymskokatolickiej wspólnocie w Ustrzykach Dolnych. Od 1977 roku, po kapitalnym remoncie, pełni funkcję kościoła filialnego parafii świętego Józefa Robotnika pod wezwaniem błogosławionej Marii Ledóchowskiej.

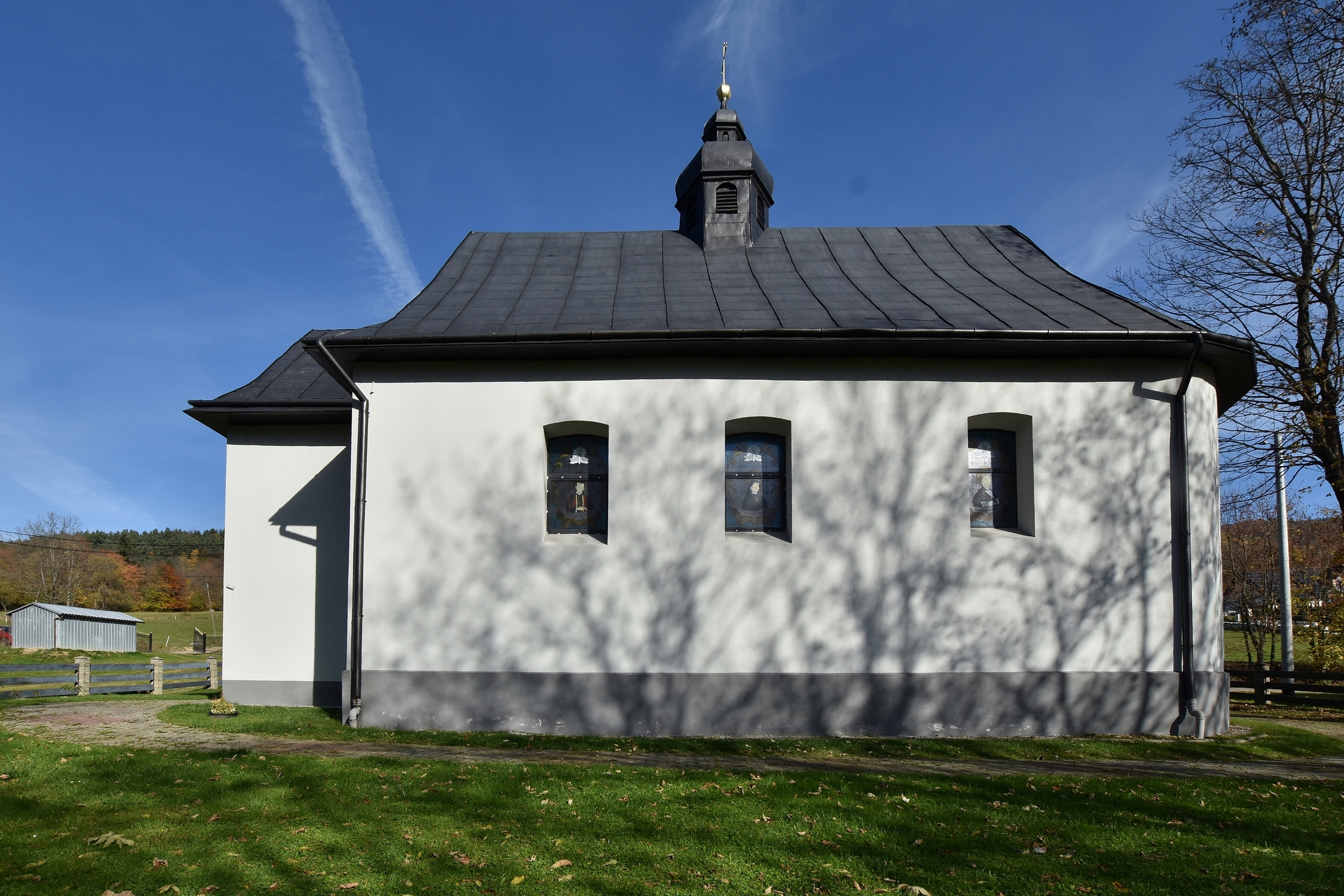
Elewacja południowa
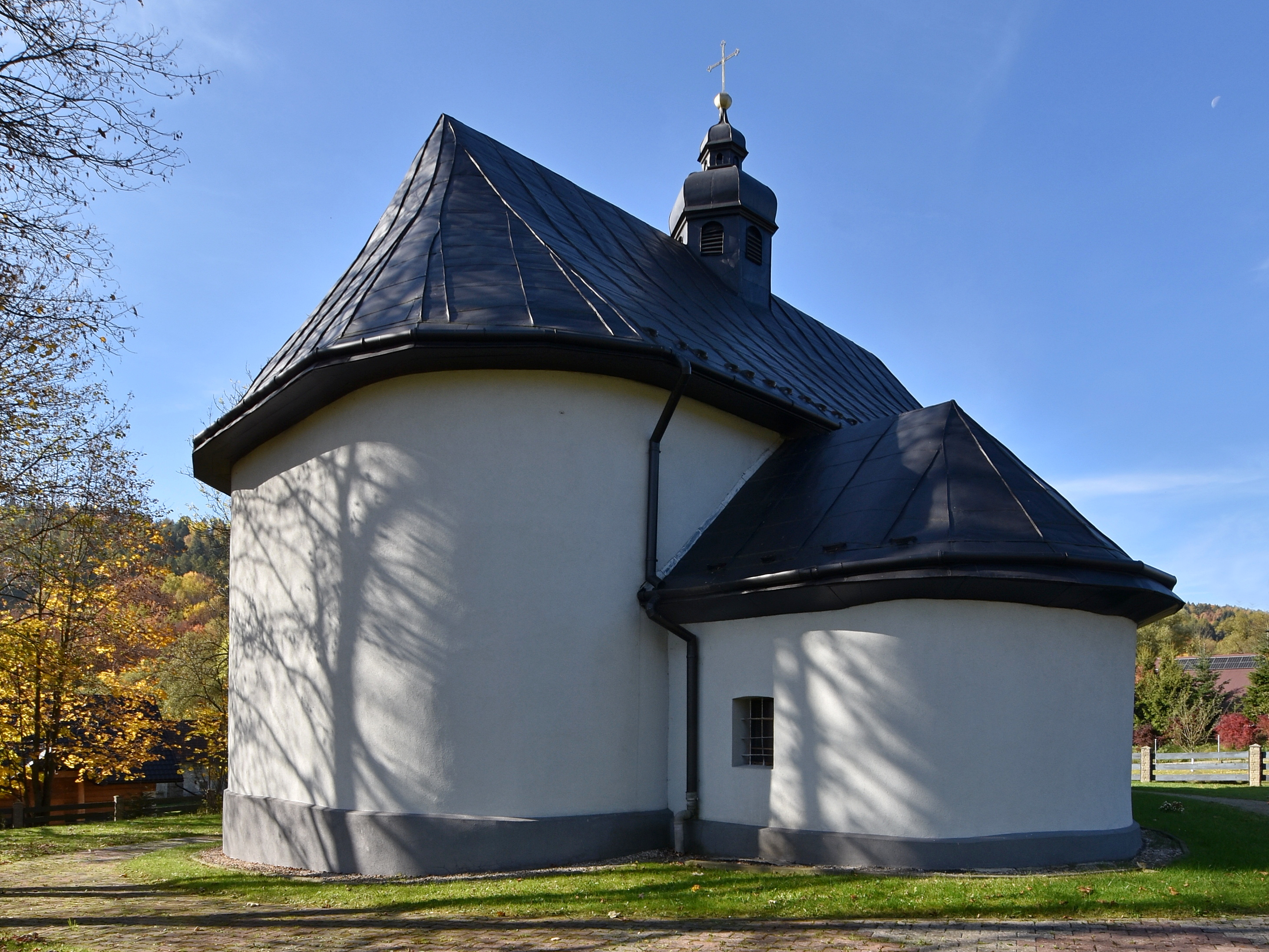
Widok od strony prezbiterium
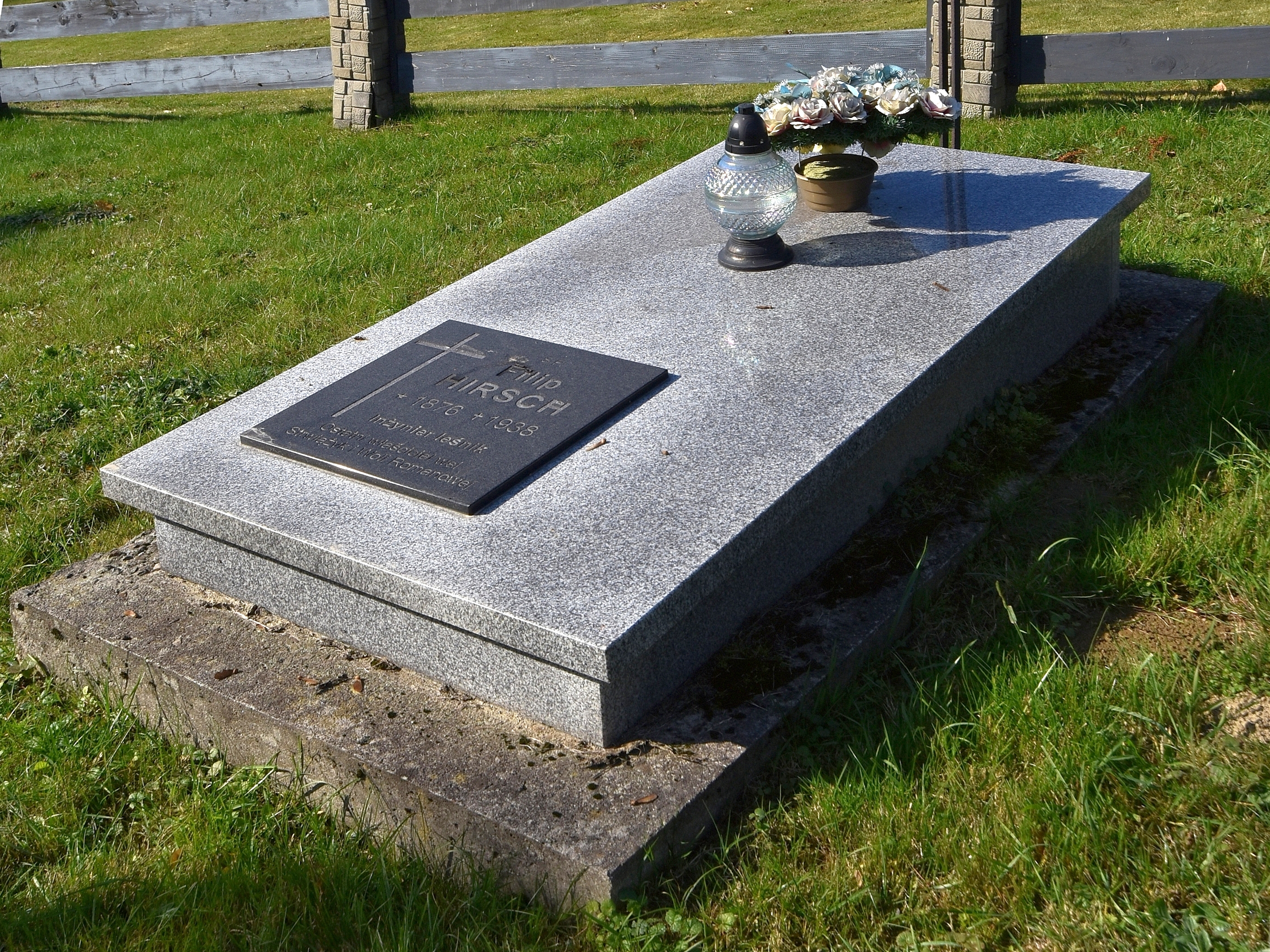
Na przycerkiewnym cmentarzu